# Cerapteryx sannio
Cerapteryx sannio là một loài bướm đêm trong họ Noctuidae.